# Fredriksfors
Fredriksfors – miejscowość (tätort) w Szwecji, w regionie administracyjnym (län) Gävleborg, w gminie Hudiksvall.
Według danych Szwedzkiego Urzędu Statystycznego liczba ludności wyniosła: 224 (31 grudnia 2015), 205 (31 grudnia 2018) i 200 (31 grudnia 2019).